# دنیس لیاشکو
دنیس لیاشکو (اوکراینی: Денис Ляшко؛ زادهٔ ۴ اکتبر ۱۹۸۰) بازیکن فوتبال اهل اوکراین است.
از باشگاه‌هایی که در آن بازی کرده‌است می‌توان به باشگاه فوتبال شاختار قراغندی، باشگاه فوتبال زوریا لوهانسک، و باشگاه فوتبال متالیست خارکوف اشاره کرد.